# Chafik Besseghier
Chafik Besseghier (* 11. Oktober 1989 in Grenoble) ist ein französischer Eiskunstläufer, der im Einzellauf startet.

## Werdegang
Besseghier, Sohn algerischer Immigranten, begann mit dem Eislaufen erst im späten Alter von 13 Jahren. Vier Jahre später nahm er erstmals an den französischen Meisterschaften bei den Erwachsenen teil.
Im Jahr 2012 schaffte es Besseghier schließlich erstmals auf das Podium der nationalen Meisterschaften und qualifizierte sich damit für seine ersten Europameisterschaften. Bei seinem Debüt belegte er den zwölften Platz. Im Jahr darauf wurde Besseghier französischer Vizemeister und erreichte mit dem neunten Platz sein bislang bestes Ergebnis bei Europameisterschaften. Aufgrund der Absagen von Brian Joubert und Florent Amodio durfte Besseghier 2014 im japanischen Saitama auch sein Debüt bei Weltmeisterschaften geben. Er beendete es, dank persönlicher Bestleistungen in allen Segmenten, auf dem neunten Platz.
In den nächsten beiden Jahren konnte Besseghier nicht an diese Leistungen anknüpfen. Die Weltmeisterschaften 2015 und 2016 beendete er auf dem 18. bzw. 20. Platz. Bei den Europameisterschaften 2015 und 2016 musste er verletzt zurückziehen. Allerdings ging Besseghier in das Jahr 2016 erstmals als französischer Meister.

## Ergebnisse
| Meisterschaft / Jahr         | 2007 | 2008 | 2009 | 2010 | 2011 | 2012 | 2013 | 2014 | 2015 | 2016 | 2017 | 2018 |
| ---------------------------- | ---- | ---- | ---- | ---- | ---- | ---- | ---- | ---- | ---- | ---- | ---- | ---- |
| Weltmeisterschaften          |      |      |      |      |      |      |      | 9.   | 18.  | 20.  | 17.  |      |
| Europameisterschaften        |      |      |      |      |      | 12.  | 9.   | 12.  | Z    | Z    | 9.   | 11.  |
| Französische Meisterschaften | 17.  | 12.  | 9.   | 5.   | 4.   | 3.   | 2.   | 3.   | 3.   | 1.   | 2.   | 1.   |

Z = Zurückgezogen